# 吉人 (成化進士)
吉人（1452年—？），字惟正，陝西承宣布政使司西安府長安縣人，明朝官員、同進士出身。

## 生平
陝西鄉試第七名舉人。成化二十三年（1487年）中式丁未科會試第五十六名，三甲第六名進士，授中書舍人。四川饑荒時，孝宗派郎中江漢賑災，吉人稱其不能勝任，宜派遣四位使者分別賑災，并舉薦御史為巡按，其中舉薦給事中宋琮、陳矞、韓鼎，御史曹璘，郎中王沂、洪鍾，員外郎東思誠，評事王寅，理刑知縣韓福及壽州知州劉概可為使者，而以湯鼐擔任巡按。魏璋草疏，卻偽署御史陳景隆等名，稱吉人抵抗成命，私立朋黨。皇帝大怒，下吉人入詔獄，命自引其黨。吉人於是稱湯鼐、曹璘、東思誠、韓福以對。魏璋又對御史陳璧等言，真正黨羽是湯鼐、劉概、主事李文祥、庶吉士鄒智、知州董傑，并稱其受賄。數人下詔獄，欲處死。刑部尚書何喬新、侍郎彭韶等持之不准，而外廷官員亦認為不平。改為連坐妖言：湯鼐受賄戍肅州，吉人則因欺罔，削籍，其餘幾人均降職。

## 家族
曾祖吉元善；祖父吉祓，贈府同知；父吉慶，太僕寺卿。母蕭氏（贈宜人）；繼母胡氏。具庆下。